# Ihor Moskvyčov
Ihor Jevhenovyč Moskvyčov (in ucraino Ігор Євгенович Москвичов?; Mar"ïnka, 6 novembre 1971) è un allenatore di calcio a 5 ed ex giocatore di calcio a 5 ucraino.

## Carriera
Con la nazionale maschile di calcio a 5 dell'Ucraina ha disputato il FIFA Futsal World Championship 1996 in cui la nazionale est-europea, al debutto nella competizione, è giunta fino alle semifinali, sconfitta in seguito anche nella finalina dalla Russia.